# Plateau d'Emparis - Goleon
Plateau d'Emparis - Goleon este o arie protejată (sit de importanță comunitară — SCI) din Franța întinsă pe o suprafață de 7.439 ha, integral pe uscat.

## Localizare
Centrul sitului Plateau d'Emparis - Goleon este situat la coordonatele 45°05′15″N 6°17′36″E / 45.0875°N 6.29333°E.

## Înființare
Situl Plateau d'Emparis - Goleon a fost declarat arie specială de conservare în baza directivei 92/43 din 1992 referitoare la conservarea habitatelor naturale și a faunei și florei sălbatice pentru a proteja 4 specii de animale.

## Biodiversitate
Situată în ecoregiunea alpină, aria protejată conține 26 de habitate naturale: Râuri de munte și vegetația erbacee de pe malurile acestora, Pajiști alpine și boreale, Pajiști alpine și subalpine calcaroase, Pajiști uscate seminaturale și facies de acoperire cu tufișuri pe substraturi calcaroase (Festuco-Brometalia) (* situri importante pentru orhidee), Liziere de ierburi înalte hidrofile de câmpie și de nivel montan până la alpin, Fânețe montane, Izvoare petrifiante cu formare de travertin (Cratoneurion), Mlaștini alcaline, Formațiuni pioniere alpine de Caricion bicoloris-atrofuscae, Grohotișuri silicioase de la nivelul montan până la nivelul zăpezii (Androsacetalia alpinae și Galeopsietalia ladani), Grohotișuri calcaroase și de șisturi calcaroase de la nivelul montan până la nivelul alpin (Thlaspietea rotundifolii), Grohotișuri termofile și vest-mediteraneene, Ghețari permanenți, Pajiști boreale și alpine pe substrat silicios, Păduri aluvionare cu Alnus glutinosa și Fraxinus excelsior (Alno-Padion, Alnion incanae, Salicion albae), Ape puternic oligomezotrofe cu vegetație bentonică cu Chara spp., Râuri de munte și vegetația lor lemnoasă cu Salix elaeagnos, Lespezi calcaroase, Pante stâncoase silicioase cu vegetație casmofită, Pante stâncoase calcaroase cu vegetație casmofită, Ape stătătoare oligotrofe până la mezotrofe, cu vegetație de Littorelletea uniflorae și/sau de Isoëto-Nanojuncetea, Tufărișuri subarctice cu Salix spp., Lande oro-mediteraneene cu formațiuni endemice de grozamă, Formațiuni ierboase bogate în specii de Nardus, dezvoltate pe substraturi silicioase în zone montane (și în zone submontane, în Europa continentală), Pajiști cu Molinia pe soluri calcaroase, turboase sau argilos-nămoloase (Molinion caeruleae), Roci stâncoase cu vegetație pionieră de Sedo-Scleranthion sau Sedo albi-Veronicion dillenii.
La baza desemnării sitului se află mai multe specii protejate de  mamifere (4): lupul (Canis lupus), râs eurasiatic (Lynx lynx), liliac cu urechi de șoarece (Myotis blythii), liliac cărămiziu (Myotis emarginatus).